# Lososova sirovka
Smrekova sirovka (znanstveno ime Lactarius salmonicolor) je gliva iz rodu sirovk (Lactarius).

## Značilnosti
Klobuk ima v premeru od 6 do 12 cm. Že od začetka bolj izravnan s spodvitimi robovi in vdrtino na osredju. Pozneje se rob dvigne in postane nepravilno valovit. Površina je globoko rumeno oranžna z več temnejšimi krožnimi območji, ki niso tako očitna kot pri drugih sirovkah. Suha površina je sijoča, vlažna postane sluzasto mazljiva.
Nikoli nima zelenkastih barvnih tonov.
Lističi so v mladosti smetanaste barve, kasneje svetlo oranžno oker. Nekateri so viličasto razcepljeni.
Bet je visok od 3 do 7 cm in šriok od 1 do 2,5 cm. Je valjast in občasno neenakomerno širok. S starostjo se izvotli. Po njem so razporejene rjavo oranžne jamice na rumeno oranžni podlagi.
Meso je belkasto in ob prelomu takoj postane oranžno zaradi mlečka. Ima vonj po sadju in blag do rahlo trpek okus. Mleček oranžen in po daljšem času postane vinsko rjav, vendar nikoli ne pozeleni. Je grenkega okusa.

## Razširjenost in življenjski prostor
Je široko razširjena po Evropi, pa tudi po barij in iglastih gozdovih Kanade, območju Velikih jezer in severovzhodnih Združenih držav.
Raste od septembra do novembra vedno v bližini korenin jelk, s katerimi tvori ektomikorizni sožiteljski odnos.

## Mikroskopske značilnosti
Trosni odtis je svetlo okraste barve. Trosi so široko elipsasti z ornamenti, sestavljenimi iz podolgovatih bradavic in delno povezanih grebenov, visokih do 0,5 μm. Trosi merijo 8,2–10,4 x 6,7–8,7 μm.

## Podobne vrste
- navadna sirovka (Lactarius semisanguifluus) raste pod bori
- užitna sirovka (Lactarius deliciosus) raste pod bori
- smrekova sirovka (Lactarius deterrimus) ima mleček, ki spremeni barvo

## Uporabnost
Užitna.

## Galerija slik
- ilustracija
- lososove sirovke
- rdeč mleček